# فلورنسا بومونت
فلورنسا بومونت (بالإنجليزية: Florence Beaumont)‏ هي ناشطة سلام أمريكية، ولدت في القرن العشرين في الولايات المتحدة، وتوفيت في 15 أكتوبر 1967 في لوس أنجلوس في الولايات المتحدة بسبب تضحية بالنفس.